# 大栄東伯インターチェンジ
大栄東伯インターチェンジ（だいえいとうはくインターチェンジ）は鳥取県東伯郡琴浦町にある山陰自動車道（東伯中山道路）のインターチェンジである。事業中は東伯インターチェンジ（とうはくインターチェンジ）の仮称がつけられていた（旧町名の東伯町に由来）が、開通に先立つ2010年（平成22年）10月13日、正式名称が発表された。正式名称は、仮称に、旧東伯町と共に最寄りとなる旧大栄町（現北栄町）の名を冠したもの。

## 歴史
- 2010年（平成22年）10月13日 : インターチェンジ名を仮称「東伯IC」から「大栄東伯IC」に決定。
- 2011年（平成23年）2月27日 : 大栄東伯IC - 赤碕中山IC間開通に伴い供用開始。
- 未定 : 北条IC/JCT - 大栄東伯IC間開通予定[2][注釈 1]。

## 道路
- E9 山陰自動車道（9番）

## 接続する道路
- 国道9号
- 鳥取県道320号羽合東伯線

## 隣
E9 山陰自動車道
大栄IC（仮称・事業中） - (9) 大栄東伯IC - (10) 琴浦東IC